# Антал Нађ
Антал Нађ (мађ. Nagy Antal; Нађхалас, 17. октобар 1956) је бивши мађарски фудбалер који је играо на позицији бека. Био је учесник Светског првенства у Мексику 1986.

### Репрезентација
У репрезентацији Мађарске је наступио 32 пута између 1979. и 1988. године и постигао 2 гола. Био је члан репрезентације на Светском првенству у Мексику 1986. Између 1979. и 1984. играо је 10 пута за олимпијски тим и постигао 1 гол.

## Достигнућа
- Прва лига Мађарске у фудбалу
  - шампион: 1979/80, 1983/84, 1984/85, 1985/86
  - 2.: 1977/78
  - 3.: 1982/83
- Куп Мађарске у фудбалу (MNK)
  - победник: 1984/85
  - финалиста: 1982/83
- Куп УЕФА
  - четвртфиналиста: 1978/79
- Митропа куп (KK)
  - други: 1977/78